# رضامراد صحرایی
رضامراد صحرایی (زادهٔ ۲ بهمن ۱۳۵۵) سیاستمدار، مدرس دانشگاه و زبان‌شناس ایرانی است که از شهریور ۱۴۰۳ معاون توسعه مدیریت و منابع بنیاد مستضعفان انقلاب اسلامی است. وی در دولت سیزدهم از سال ۱۴۰۲ تا ۱۴۰۳ سمت وزیر آموزش و پرورش را برعهده داشت.
او دارای دکتری زبان‌شناسی از دانشگاه علامه طباطبائی و استاد تمام این دانشگاه است و از اردیبهشت سال ۱۴۰۱ به‌عنوان رئیس دانشگاه فرهنگیان انتخاب شد. او برای نگارش کتاب فراگیری زبان فارسی (تحلیلی نوین براساس نظریه زبان‌شناسی نوین) برگزیدهٔ هفتمین دورهٔ جشنوارهٔ فارابی شد.

## معاونت آموزش و پژوهش بنیاد سعدی
صحرایی تا مرداد ۱۴۰۱ به عنوان معاون آموزش و پژوهش بنیاد سعدی فعالیت کرد و در این سال جای خود را به «امیر زندمقدم» داد.

## وزارت آموزش و پرورش
پس از استعفای یوسف نوری از سمت وزیر آموزش و پرورش در تاریخ ۱۴ فرودین ۱۴۰۲، صحرایی به‌عنوان سرپرست وزارت آموزش و پرورش انتخاب شد.
در ۹ خرداد ۱۴۰۲ نام وی از سوی سید ابراهیم رئیسی برای کسب رأی اعتماد از سوی نمایندگان برای تصدی سمت وزیر آموزش و پرورش به مجلس شورای اسلامی داده شد و او با ۱۶۷ رأی موافق، به‌عنوان دومین وزیر آموزش و پرورش در دولت سیزدهم رأی اعتماد گرفت و در دولت چهاردهم جای خود را به علیرضا کاظمی داد.

### عملکرد

#### کمبود معلم و کاهش کیفیت علمی مدارس
در دوره وزارت رضامراد صحرایی بر آموزش و پرورش دو موضوع کاهش کیفیت تدریس و مدرسین و کمبود معلم‌های تعلیم دیده شدت ویژه ای پیدا کرد. کلاس‌های بدون معلم و کلاس‌هایی با معلمان آموزش ندیده و فاقد دانش و مهارت پایه یکی از مسائل و معضلات مدارس عادی دولتی در سال‌های اخیر و یکی از دلایل کاهش کیفیت تدریس و تعلیم در دوره وزارت وی بوده است.یکی از معضل‌های دوره وی معلمانی بودند که از طریق ماده ۲۸ و شرکت در آزمون استخدامی جذب آموزش و پرورش می‌شوند. بر اساس قانون این افراد باید پیش از به‌کارگیری در مدارس، شش ماه تا یکسال آموزش ببینند. این در حالی است که بسیاری از افراد استخدام شده در سال گذشته، بدون حتی یک روز آموزش سر کلاس رفتند یا اگر آموزشی دیدند، این آموزش بسیار اندک و ناقص بوده است.

#### پیوند ۳۵۰ مدرسه به مسجد و جذب طلبه‌ها
صحرایی در زمان وزارت آموزش و پرورش در سخنرانی پیش از خطبه‌های نماز جمعه تهران بیان داشت، اعتقاد وزارت این است که «مدرسه» تنگه احد نظام انقلاب اسلامی است. وی از مذاکره با علیرضا زاکانی شهردار تهران خبر داده بود در ماه بعد از آن در پی تفاهم نامه طرفین ۳۵۰ مدرسه به ۳۵۰ مسجد پیوند زده شد.وی ۲۳ آذر ۱۴۰۲ هم خبر داد که ۳ هزار طلبه جذب آموزش و پرورش شده‌اند. صحرای ۳۰۰۰ نفر از طلاب و جمعی از نیروهای جهادی، فعالان فرهنگی و قرآنی را جذب آموزش‌وپرورش کرد که به گفته وی این امر توانست در راستای تقویت بنیه اعتقادی دانش‌آموزان مؤثر باشد.

#### تفکیک جنسیتی در کتاب‌های درسی
صحرایی در جلسه رأی اعتماد خود با تأکید بر همان انقلابی بودن گفت که برنامه نخست او در این وزارتخانه اجرا کردن سند تحول بنیادین است. یک ماه از سال تحصیلی ۱۴۰۲–۱۴۰۳ گذشته و درست زمانی که کمبود معلم و بازماندگی از تحصیل دانش‌آموزان بیشتر از هر زمان دیگر موجب نگرانی شده، وزیر از تفکیک جنسیتی در کتاب‌های درسی گفت. اظهارات صحرایی، موجی از انتقادات را از سوی کاربران در شبکه‌های اجتماعی و فرهنگیان را به دنبال داشت. صحرایی در دوره وزارت خود تاکیید داشت که باید کتب درسی را متناسب با جنسیت دختران و پسران متفاوت کرد تا فرهنگ حیا را در سراسر جامعه نهادینه شود.

#### خالص‌سازی
صحرایی در ۲۰ شهریور ۱۴۰۲ اعلام کرد که در این سال نزدیک به ۲۰ هزار مدیر مدرسه تغییر کردند تا در مدارس تحول ایجاد کنند.این رویه و عملکرد صحرایی در وزارت آموزش و پروش مورد نقد جدی فرهنگیان و نمایندگان مجلس قرار گرفت.

#### امتحانات نهایی
صحرایی در حالی که اعلام نمود که در سال ۱۴۰۳ برای نخستین بار امتحانات نهایی در سه‌پایه دوره متوسطه دوم برگزار خواهد شد اما در گام‌های ابتدایی این طرح، چالش‌ها و مشکلات موجب سردرگمی و استرس بسیاری برای دانش‌آموزان و والدین‌ها شد. موضوع و شکایت‌های دانش آموزان و والدین آن‌ها به حدی بالا گرفت که معاون قضایی دادستان کل کشور در پیگیری حقوق عامه و پیشگیری از وقوع جرم، در تاریخ ۱۶ اردیبهشت ۱۴۰۳ در نامه‌ای خطاب به رضامراد صحرایی وزیر آموزش و پرورش نسبت به مشکلات احتمالی برگزاری امتحانات نهایی در سه‌پایه دوره متوسطه هشدار داد و علام کرد که این وضعیت علاوه بر بی‌اعتمادی و آسیب به نظام آموزشی کشور و آینده تحصیلی و علمی دانش‌آموزان، تبعات اجتماعی و امنیتی قابل توجهی را نیز برای نظام در پی خواهد داشت. از سوی دیگر پس‌لرزه‌های برگزاری امتحانات نهایی در سه‌پایه دوره متوسطه دوم، دانش‌آموزان پایه نهم را هم درگیر کرده بود و آن‌ها برای آشنایی با سؤالات امتحانات نهایی پایه دهم، سطح دشوارتری از سؤالات را در امتحانات هماهنگ کشوری پایه نهم تجربه کردند که این موضوع مورد انتقاد معلمان و منتقدین آموزشی قرار گرفت.

## تألیفات
- فراگیری زبان فارسی (تحلیلی نوین براساس نظریه زبان‌شناسی نوین)، ناشر: دانشگاه علامه طباطبایی، ۱۳۹۱
- زبان فارسی، زبان علم، ناشر: مرکز تحقیقات سیاست علمی کشور، ۱۳۹۲
- استاندارد مرجع آموزش زبان فارسی، ناشر: دانشگاه علامه طباطبایی، ۱۳۹۵